# Opium (profumo)
Opium (pronuncia francese /ɔˈpjɔm/) è un profumo, della casa di moda Yves Saint Laurent, commercializzato a partire dal 1977.

## Storia
Opium nasce dall'intenzione di Yves Saint Laurent di creare un profumo ispirato alla Cina imperiale. Il suo progetto comincia nel 1972, e nonostante le polemiche legate alla scelta del nome (oppio in italiano), il profumo ottiene un notevole successo in Francia nel 1977, anno del suo lancio, al punto che l'anno seguente viene esportato in tutto il mondo, diventando il profumo di maggior successo per la casa di moda. La confezione è stata realizzata dal designer Pierre Dinand.

## Varianti
- Opium pour Homme (1995)
- Le nuveau Opium (2003)
- Opium Fleur de Shangai (2005)
- Opium Fleur Impériale (2006)
- Opium pour Homme Eau d'Orient (2005)
- Belle d’Opium (2010)

## Promozione
Una delle campagne pubblicitarie maggiormente ricordate di Opium è senz'altro quella del 2000 che aveva per protagonista la modella Sophie Dahl. Nei cartelloni pubblicitari che reclamizzavano il profumo, la Dahl appariva completamente nuda, distesa su un tappeto. La campagna promozionale destò talmente tanto scandalo, al punto di essere completamente bandita nel Regno Unito.

## Riconoscimenti
Nel 1979 Opium è stato premiato del riconoscimento FiFi Award sia come miglior profumo femminile dell'anno, che come migliore campagna pubblicitaria. Nel 1993 è stato inoltre inserito nella Fragrance Hall of Fame.